# コディ・ブラッドフォード
コディ・ブラッドフォード（Cody Bradford, 1998年2月22日 - ）は、アメリカ合衆国テキサス州パーカー郡アレド出身のプロ野球選手（投手）。左投左打。MLBのテキサス・レンジャーズ所属。

## 経歴
2019年のMLBドラフト6巡目（全体175位）でテキサス・レンジャーズから指名され、プロ入り。なお、この年はマイナーでは登板しなかった。
2020年はCOVID-19の影響でマイナーリーグの試合が開催されなかったため、公式戦の登板は無かった。
2021年、傘下のA+級ヒッコリー・クロウダッズでプロデビューすると、8月にはAA級フリスコ・ラフライダーズへ昇格した。この年は2球団合計で20試合に先発登板して6勝4敗、防御率4.11、128奪三振を記録した。
2022年はAA級フリスコでプレーし、26試合に先発登板して10勝7敗、防御率5.01、124奪三振を記録した。
2023年は開幕をAAA級ラウンドロック・エクスプレスで迎え、5月15日にメジャー契約を結んでアクティブ・ロースター入りした。同日のアトランタ・ブレーブス戦にて先発でメジャーデビューしたが5回を投げて6失点を喫し、敗戦投手となった。その後は昇格と降格を繰り返し、最終的にメジャーでは20試合（先発8試合）に登板して4勝3敗、防御率5.30、51奪三振を記録した。また、マイナー（AAA級ラウンドロック）では14試合に先発登板して9勝2敗、防御率3.63、65奪三振を記録しており、パシフィックコーストリーグの最優秀投手と同リーグのオールスター・チームの先発投手部門に選出されている。レンジャーズはこの年、7年ぶりにポストシーズンに進出したが、ブラッドフォードもボルチモア・オリオールズとのALDSよりメンバー登録された。10月8日のALDS第2戦が自身初のポストシーズン登板となり、5回から登板して3.2回を無失点に切り抜けると、この試合の勝利投手となった。その後のアリゾナ・ダイヤモンドバックスとのワールドシリーズでは第1戦と第4戦でリリーフ登板し、いずれも1回を無失点に抑えた。

## 選手としての特徴
チェンジアップを決め球としており、90mph台前半の速球とを織り交ぜた投球を見せる。2022年からはカッターもレパートリーに加えている。

## 詳細情報

### 年度別投手成績
| 年 度    | 球 団    | 登 板 | 先 発 | 完 投 | 完 封 | 無 四 球 | 勝 利 | 敗 戦 | セ 丨 ブ | ホ 丨 ル ド | 勝 率 | 打 者 | 投 球 回 | 被 安 打 | 被 本 塁 打 | 与 四 球 | 敬 遠 | 与 死 球 | 奪 三 振 | 暴 投 | ボ 丨 ク | 失 点 | 自 責 点 | 防 御 率 | W H I P |
| -------- | -------- | ----- | ----- | ----- | ----- | -------- | ----- | ----- | -------- | ----------- | ----- | ----- | -------- | -------- | ----------- | -------- | ----- | -------- | -------- | ----- | -------- | ----- | -------- | -------- | ------- |
| 2023     | TEX      | 20    | 8     | 0     | 0     | 0        | 4     | 3     | 0        | 0           | .571  | 234   | 56.0     | 56       | 11          | 12       | 0     | 1        | 51       | 0     | 0        | 33    | 33       | 5.30     | 1.21    |
| 2024     | TEX      | 14    | 13    | 0     | 0     | 0        | 6     | 3     | 0        | 0           | .667  | 308   | 76.1     | 64       | 10          | 13       | 0     | 1        | 70       | 1     | 0        | 32    | 30       | 3.54     | 1.01    |
| MLB：2年 | MLB：2年 | 34    | 21    | 0     | 0     | 0        | 10    | 6     | 0        | 0           | .625  | 542   | 132.1    | 120      | 21          | 25       | 0     | 2        | 121      | 1     | 0        | 65    | 63       | 4.28     | 1.10    |

- 2024年度シーズン終了時

### 年度別守備成績
| 年 度 | 球 団 | 投手（P） | 投手（P） | 投手（P） | 投手（P） | 投手（P） | 投手（P） |
| 年 度 | 球 団 | 試 合     | 刺 殺     | 補 殺     | 失 策     | 併 殺     | 守 備 率  |
| ----- | ----- | --------- | --------- | --------- | --------- | --------- | --------- |
| 2023  | TEX   | 20        | 1         | 3         | 0         | 0         | 1.000     |
| 2024  | TEX   | 14        | 4         | 8         | 1         | 1         | .923      |
| MLB   | MLB   | 34        | 5         | 11        | 1         | 1         | .941      |

- 2024年度シーズン終了時

### 表彰
MiLB
- パシフィック・コーストリーグ最優秀投手賞（英語版）：1回（2023年）
- パシフィック・コーストリーグ オールスター・チーム選出（先発投手部門）：1回（2023年）

### 背番号
- 61（2023年 - ）